# Николаевка (Лискинский район)
Николаевка — село в Лискинском районе Воронежской области.
Входит в состав Петропавловского сельского поселения.